# 严寄洲
严寄洲（1917年8月1日—2018年6月21日），男，江苏常熟人，中国电影导演、编剧。

## 生平
1917年出生于江苏常熟。
2018年6月21日，在北京301医院逝世，享年101岁。

## 荣誉
- 第21届中国金鸡百花电影节终身成就奖
- 第8届中国电影导演协会年度杰出贡献导演

## 作品

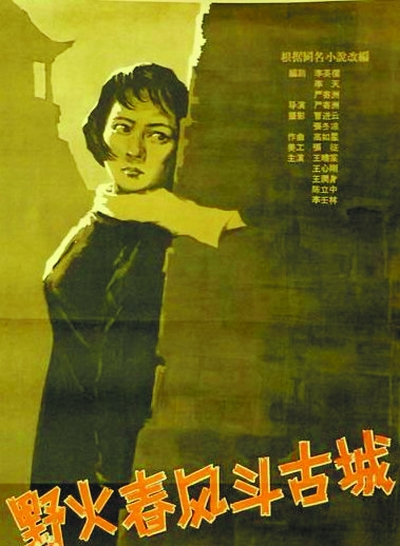
《野火春风斗古城》

《严寄洲讲述八一厂文化大革命》，口述之文革受難傳記，舒云筆